# Pertoltice (kraj środkowoczeski)
Pertoltice – gmina w Czechach, w powiecie Kutná Hora, w kraju środkowoczeskim.
1 stycznia 2017 gminę zamieszkiwało 280 osób, a ich średni wiek wynosił 47,8 roku.